# Talāq
Talāq (arabisch طلاق, DMG ṭalāq ‚Verstoßung‘) ist im islamischen Recht die einseitige Beendigung der Ehe durch den Mann. Sie stellt neben dem Chulʿ, dem Selbstloskauf der Frau aus der Ehe, eine der beiden Formen der Scheidung im klassischen islamischen Recht dar und ist die häufigste Methode, mit der Ehen in der islamischen Welt aufgelöst werden. Die koranischen Regeln für den Talāq werden in Sure 2:228–237 sowie am Anfang von Sure 65, die nach dem Talāq benannt ist, behandelt. Diese Regeln wurden im islamischen Recht unter Zugrundelegung von Hadithen weiter spezifiziert und ausgebaut. 
Der Talāq ist nach islamischem Recht ein einseitiges Rechtsgeschäft (īqāʿ), das allein durch Willenserklärung des Ehemanns Rechtswirkung erlangt. Die Willenserklärung ist nicht empfangsbedürftig und bedarf nach einhelliger Meinung auch keiner Begründung. Auch eine gerichtliche oder behördliche Beteiligung ist nicht erforderlich. Es handelt sich also gewissermaßen um eine „Privatscheidung“. Die Tatsache, dass nach der islamischen Rechtsordnung nur der Ehemann ein solch weitreichendes Recht genießt, wird von klassischen und modernen islamischen Gelehrten mit seiner angeblich im Vergleich zu Frauen größeren Abgeklärtheit und geringeren Abhängigkeit von Emotionen begründet. Zudem wird darauf verwiesen, dass er im Falle des Talāq selbst schwere finanzielle Nachteile erleidet, weil er dann seiner Ehefrau den gestundeten Teil der Brautgabe ausbezahlen muss.
Allerdings wurde die formlose und einseitig Talāq-Scheidung in vielen islamischen Ländern im 20. Jahrhundert durch staatliche Verordnungen und Gesetze eingeschränkt bzw. abgeschafft. In einigen Ländern wurde eine behördliche oder gerichtliche Registrierungspflicht eingeführt, die eine Inkenntnissetzung der Ehefrau einschließt, in anderen Ländern wie der Türkei, Tunesien und Algerien wurde der Talāq sogar vollständig abgeschafft und durch ein egalitäres Scheidungsrecht ersetzt.

## Koranische Aussagen
Der Talāq war schon lange vor Mohammed bei den Arabern allgemein gebräuchlich und „bedeutete den sofortigen, endgültigen Verzicht des Mannes auf alle Rechte, die er auf Grund der Ehe gegenüber seiner Frau geltend machen konnte“. Mit dem Koran wurden einige neue Bestimmungen eingeführt, die den Zeitgenossen unbekannt waren. Sure 4:20, die eine der ersten islamischen Bestimmungen zum Talāq darstellt, richtete sich gegen Übergriffe des Mannes: Ihm wird für den Fall, dass er eine seiner Gattinnen durch eine andere austauschen will, verboten, etwas von dem ihr gezahlten Brautgeld zurückzunehmen. Der Koran appelliert dabei an das Gewissen der Männer: „Wollt ihr es in offenbarer Lüge und Sünde nehmen? Wie solltet ihr es wegnehmen, wo ihr euch einander beigewohnt habt und sie (sc. die Gattinnen) von euch ein festes Versprechen erhalten haben?“ (Sure 4:20f).
Die nächste Koranstelle, die sich mit dem Talāq beschäftigt, Sure 2:228, führt als Neuerung die Wartezeit (ʿidda) ein: „Die Frauen, die den Talāq erhalten haben, sollen drei Perioden (qurūʾ) warten; es ist ihnen nicht erlaubt zu verbergen, was Gott in ihren Schößen erschaffen hat, wenn sie an Gott und den jüngsten Tag glauben; ihre Männer haben das Recht, sie während dieser Zeit zurückzunehmen, wenn sie eine Aussöhnung wünschen.“ Die Vorschrift sollte einerseits dazu dienen, für den Fall einer Schwangerschaft die Vaterschaft des Kindes der verstoßenen Frau zweifelsfrei festzustellen, andererseits dem Mann Gelegenheit zu geben, eine etwaige Übereilung in der Aussprache des Talāq durch seine Zurücknahme wieder gut zu machen. Allerdings erhielt der Mann auch das Recht, die Ehefrau gegen ihren Willen während der Wartezeit zurückzunehmen. Sure 2:228 betont aber auch, dass die Frauen in der Behandlung vonseiten der Männer dasselbe zu beanspruchen haben, wozu sie ihrerseits den Männern gegenüber verpflichtet sind.
Wenn der Mann den Talāq zweimal ausgesprochen hat, hat er immer noch die Möglichkeit, die Ehefrau entweder in rechtlicher Weise zu behalten oder in Gütlichkeit zu entlassen (Sure 2:229). Wenn er dann aber noch einmal den Talāq über sie ausspricht, ist sie ihm danach gemäß Sure 2:230 nicht mehr erlaubt, ohne dass sie vorher einen anderen Mann heiratet. Erst wenn dieser sie seinerseits entlassen hat, können sie wieder zueinander zurückzukehren. Diese Regelung wird mit der Intention erklärt, eine vorislamische Praxis zu beenden, bei der Frauen endlos verstoßen und wieder zurückgenommen wurden. Mit dem Recht zur Rücknahme der Ehefrau hatte der Mann allerdings immer noch die Möglichkeit, seine Ehefrau unter Druck zu setzen, sie etwa dazu zu bringen, sich durch Rückgabe des Brautgelds loszukaufen, denn er konnte sie mehrmals am Ende der Wartezeit zurücknehmen und über sie sogleich einen neuen Talāq verhängen, sodass sie sich dauernd in der Wartezeit befand. Die in Sure 2:231 ausgesprochene Vorschrift schob derartigen Erpressungsversuchen einen Riegel vor: „Wenn ihr den Frauen den Talāq gebt und sie ihren Termin erreichen, so behaltet sie nach Billigkeit bei euch oder lasst sie nach Billigkeit gehen; behaltet sie aber nicht, um ihnen zu schaden, in feindlicher Absicht: wer das tut, hat damit nur sich selbst geschadet; treibt nicht Spott mit Gottes Worten!“ Gegen die Versuche, Frauen an der Wiederverheiratung mit ihren früheren Ehemännern, die sie verstoßen hatten, zu hindern, richtet sich Koranvers Sure 2:232. In Sure 2:241 wird den entlassenen Frauen eine „Ausstattung“ (matāʿ) zugesprochen.
In die Zeit vor dem Ende des Jahres 5 der Hidschra fallen die Bestimmungen von Sure 65, die nach dem Talāq benannt ist, weil sie einige Vorschriften dazu enthält. In Vers 1 werden die Männer dazu aufgefordert, die Wartezeit genau zu berechnen und die verstoßenen Frauen nicht aus ihren Wohnungen zu vertreiben. Die Frauen sollen sie nur dann verlassen müssen, wenn sie eine klar zutage liegende Schändlichkeit (fāḥiša) begangen haben. Vers 2 enthält die Aufforderung, zwei gerechte Männer als Zeugen zu nehmen und über die endgültige Erledigung der Angelegenheit vor Gott Zeugnis abzulegen. In Vers 4 wird für Ehefrauen, die keine Menstruation mehr zu erwarten haben oder noch nicht menstruiert haben, eine Wartezeit von drei Monaten und für Schwangere die Zeit bis zu ihrer Niederkunft vorgeschrieben. Vers 6 erlegt den Männern auf, die verstoßenen Frauen wohnen zu lassen, wo sie selbst wohnen, entsprechend ihrer Befindlichkeit, und ermahnt sie, die Frauen nicht zu bedrängen, um ihnen das Leben unangenehm zu machen. Wenn die Frauen schwanger sind oder stillen, haben die Männer ihnen Unterhalt zu gewähren.
Sure 33:49, die an das Ende des Jahres 5 fällt, legt fest, dass Männer denjenigen Frauen, die sie entlassen, bevor sie die Ehe mit ihnen vollzogen haben, keine Wartezeit auferlegen dürfen, sie jedoch ausstatten und „in schöner Weise“ freigeben müssen. Die hier gegebene Bestimmung wird in Sure 2:236f spezifiziert: Wenn der Mann in dieser Situation noch kein Brautgeld festgesetzt hat, soll er sie nach Billigkeit (bi-l-maʿrūfi) ausstatten, der Bemittelte nach seinen Verhältnissen und der Unbemittelte nach seinen Verhältnissen. Hat dagegen der Mann dagegen schon vorher ein Brautgeld festgesetzt, soll er die Hälfte des festgesetzten Betrages zahlen, es sei denn, die Ehefrau oder ihr Vertreter verzichtet darauf. Der koranische Abschnitt mit den Vorschriften zum Talāq endet mit einer allgemeinen Mahnung an die Gläubigen: „Vergesst nicht die Güte untereinander. Gott hat Einblick in das, was ihr tut“ (Sure 2:237).

## Aussagen im Hadith
Ausführlich wird der Talāq auch im Hadith behandelt. Zu den Aussagen im Hadith, die den Talāq betreffen, gehören:
- die Ehefrau darf vom Manne nicht verlangen, über eine andere Gattin ihretwegen den Talāq auszusprechen
- Gott bestraft die Frau, die von ihrem Manne den Talāq ohne genügenden Grund verlangt.
- Es ist verboten, den Talāq während der Menstruation der Frau auszusprechen. Er ist dann zwar trotzdem gültig, gilt aber als Sünde und inkorrekt. Derjenige, der ihn ausgesprochen hat, soll ihn zurücknehmen und, wenn er darauf besteht, einen ordnungsgemäßen Talāq aussprechen.
- Der Mann darf in der Reinheitsperiode, in der er ihn ausspricht, keinen Geschlechtsverkehr mit der Frau gehabt haben.
- Um das leichtfertige Aussprechen des Talāq einzudämmen, wird der Talāq im Scherz für gültig und rechtskräftig erklärt.

In einigen Traditionen zeigt sich das Bestreben, den Talāq möglichst einzuschränken. So lautet ein Hadith: „Unter den erlaubten Dingen ist der Talāq Gott am meisten verhasst“.

## Regeln des klassischen islamischen Rechts

### Gültigkeit
Auf der Grundlage des Korans und der Hadithe sind im Fiqh Regeln für den Talāq entwickelt worden. Nach den vier sunnitischen Rechtsschulen sind für den Talāq vier Dinge notwendig: Ehemann, Ehefrau, die Verstoßungsformel und die Absicht, mit dem Aussprechen der Verstoßungsformel eine Verstoßung zu bewirken. Des Weiteren gelten die folgenden Regeln:
- Der Ehemann hat das Recht, den Talāq auch ohne Angabe von Gründen über seine Frau auszusprechen, doch gilt seine unbegründete Vornahme als Makrūh, bei den Hanafiten sogar als Harām. Die Gültigkeit des Talāq wird dadurch aber nicht aufgehoben.[12] Die Entbehrlichkeit von Gründen wird mit dem Schutz der Familiengeheimnisse und der Ehre der Ehefrau sowie mit Beweisschwierigkeiten begründet.[13]
- Um den Talāq aussprechen zu können, muss der Ehemann volljährig und im Besitz seiner Geisteskräfte sein; der im Delirium oder von einem Geisteskranken ausgesprochene Talāq ist ungültig.
- Der Talāq eines Betrunkenen hat in allen Rechtsschulen Anlass zu Diskussionen gegeben; im Falle schuldbarer Trunkenheit wird er von der Mehrheit als gültig betrachtet.
- Der unter Zwang ausgesprochene Talāq ist nach den Hanafiten gültig, nach den Malikiten, Schafiiten und Hanbaliten nicht.
- Den Talāq eindeutig und direkt bezeichnende Ausdrücke führen ihn nach sunnitischer Mehrheitsmeinung unmittelbar herbei, selbst dann, wenn kein innerer Wille zur Herbeiführung der Scheidung besteht. Verwendet der Sprechende eindeutige Umschreibungen, so verlangen die Hanafiten, Schafiiten und Hanbaliten zur Gültigkeit des Talāq noch eine entsprechende Absicht, während die Malikiten die Absicht hierbei nicht berücksichtigen; bei doppeldeutigen Ausdrücken und Gesten schließlich entscheidet allein die Absicht des Sprechenden. Allerdings herrschen darüber, welche Ausdrücke als zweideutig aufzufassen sind, Meinungsverschiedenheiten.[12]
- Über die Ansprüche der dreimal geschiedenen Frau auf Unterhalt und Wohnung gibt es verschiedene Ansichten: nach ʿAbdallāh ibn ʿAbbās und al-Hasan al-Basrī hat sie gar keine Ansprüche, nach Ibn Schihāb az-Zuhrī nur auf Wohnung, nach ʿAbdallāh ibn Masʿūd und ʿUmar ibn al-Chattāb auf Wohnung und Unterhalt.[14]
- Keine der sunnitischen Rechtsschulen betrachtet die Präsenz der Ehefrau oder von Zeugen notwendig für die Wirksamkeit des Talāq, aber wenn der Talāq umstritten ist, müssen unbescholtene Zeugen aufgeführt werden, um ihn zu beweisen.[1] Nach klassischem hanafitischen Recht ist die Benachrichtigung der Ehefrau über den Scheidungsausspruch keine Voraussetzung für ihre Wirksamkeit.[8]

Besonderheiten des schiitischen Rechts bestehen darin, dass es in strengerer Auslegung von Sure 65:2 die Heranziehung von zwei gesetzlichen Zeugen für unbedingt notwendig zur Gültigkeit des Talāq erachtet und außerdem Umschreibungen und mehrdeutige Ausdrücke und Gesten nicht gelten lässt. Damit der Talāq wirksam wird, muss mündlich auf Arabisch eine vorgeschriebenen Formel ausgesprochen werden.

### Widerruflicher und unwiderruflicher Talāq
Anknüpfend an die Aussagen im Koran, wird zwischen einer widerruflichen (raǧʿī) und einer unwiderruflichen (bāʾin) Form des Talāq unterschieden. Im ersten Falle gilt die Ehe noch als bestehend mit all ihren Folgen, und die Frau hat für die ganze Dauer der Wartezeit (ʿidda) gegenüber dem Mann Anspruch auf Wohnung und Unterhalt; andererseits hat der Mann während der gesamten Wartezeit das Recht, den Talāq noch zu widerrufen. Beim unwiderruflichen Talāq dagegen ist die Ehe sofort endgültig aufgelöst. Der unwiderrufliche Talāq beendet grundsätzlich auch sofort das gegenseitige Erbrecht, während es beim widerruflichen Talāq fortbesteht. Als unwiderruflich gilt bei Freien entsprechend der koranischen Regel (vgl. Sure 2:228) der dritte Talāq, bei Sklaven der zweite.

### Die unterschiedlichen Talāq-Verfahren
Das islamische Recht erkennt grundsätzlich zwei unterschiedliche Talāq-Verfahren an, den regulären Sunna-Talāq (ṭalāq as-sunna) und den irregulären Bidʿa-Talāq (ṭalāq al-bidʿa). Beim regulären Verfahren kann der Ehemann die Talāq-Formel nur dann aussprechen, wenn sich seine Frau im Zustand der Reinheit (ṭuhr) zwischen zwei Menstruationen befindet. Hierbei wird noch einmal zwischen zwei Unterformen dieses Verfahrens unterschieden: 
1. Bei dem bestangesehenen Verfahren (al-aḥsan) spricht der Ehemann eine einzelne Talāq-Formel aus, während die Ehefrau im Reinheitszustand ist, wobei noch kein Geschlechtsverkehr nach der letzten Menstruation stattgefunden haben darf. Die Ehefrau tritt dadurch unmittelbar in die Wartezeit (ʿidda) ein, die drei Menstruationszyklen andauert oder, wenn sie schwanger ist, bis zur Niederkunft. Wenn die Frau keine Menstruation hat, dauert die Wartezeit drei Monate. Bis zum Ende der Wartezeit kann der Ehemann seine Verstoßung zurücknehmen. Dafür gibt es nach hanafitischer Lehe keine bestimmte Form. Sie kann daraus bestehen, dass der Ehemann die Verstoßung explizit zurücknimmt, oder sich implizit aus seinem Verhalten ergeben, indem er beispielsweise wieder mit seiner Ehefrau zusammenlebt oder sie küsst.[19] Anders als die Hanafiten machen die Schafiiten eine durch Worte geäußerte Rückname der Verstoßung zur Bedingung ihrer Wirksamkeit.[5] Wenn bei diesem Verfahren die Wartezeit abgelaufen ist, wird die Verstoßung unwiderruflich, allerdings führt sie nur die kleine Unwiderruflichkeit (bainūna ṣuġrā) herbei. Das bedeutet, dass die Partner direkt wieder heiraten können.[19]
2. Das andere Verfahren, das als ḥasan („gut“) bezeichnet wird, wird von Ehemännern angewandt, die entschlossen sind, ihre Ehe vollständig und definitiv zu beenden. Bei dieser Form spricht der Ehemann drei Talāq-Formeln in drei aufeinanderfolgenden Reinheitsperioden aus. Rechtsfolge dieses Verfahrens ist die große Unwiderruflichkeit (bainūna kubrā), die mit sich bringt, dass er seine frühere Ehefrau erst wieder heiraten kann, nachdem sie einen anderen Mann geheiratet hat (siehe unten Tahlīl-Ehe).[16]

Beim irregulären Talāq (ṭalāq al-bidʿa) erwirkt der Ehemann einen unwiderruflichen dreifachen Talāq, indem er die Talāq-Formel drei Mal hintereinander oder außerhalb der Reinheitsperiode ausspricht. Obwohl diese Regeln nicht den koranischen Vorschriften entsprechen, haben sie in der Praxis Wirksamkeit erlangt.

## Moderne Rechtslage

### Islamische Länder
Nur in wenigen Staaten des islamischen Rechtskreises wird der Talāq heute noch in der Form einer reinen rechtsgeschäftlichen Willenserklärung des Mannes vollzogen. Dies gilt insbesondere für Afghanistan, den Jemen, Kuwait, Libanon, Saudiarabien, Sudan, Syrien, Indien, Kenya, Nigeria, die Philippinen und Singapur. Die arabischen Länder, die den Talāq in seiner klassischen Form als Verstoßung beibehalten haben, verankern seine Grundlagen und Bedingungen in speziellen Abschnitten der Familiengesetze. Viele sehen vor, dass die Verstoßung nicht im Zustand der Trunkenheit oder bei einer Zwangslage des Verstoßenden stattfinden darf und dass damit auch keine bestimmte Handlung der Verstoßenen erzwungen werden darf. Im Irak und in Syrien darf die Verstoßung auch nicht im Zustande der Todeskrankheit erfolgen. In Ägypten wurden im Zustand der Bewusstlosigkeit und unter Zwang ausgesprochene Talāq-Formeln, die nach hanafitischem Recht an sich gültig sind, 1929 für unwirksam erklärt. Die Absicht der Verstoßung muss erkennbar sein, entweder durch eine Formulierung, die eindeutig (ṣarīḥ) ist, oder durch indirekte Willenserklärung (kināya). Die meisten arabischen Länder halten an der Rücknahmemöglichkeit für den Mann nach der widerruflichen Verstoßung fest. In Marokko kann allerdings ein widerruflicher Talāq nur noch mit Zustimmung der Ehefrau rückgängig gemacht werden, um einen leichtfertigen Gebrauch des Scheidungsrechts einzudämmen.
In einigen Ländern wurde der Talāq an Formalien gebunden, etwa Registrierungspflichten oder die Einschaltung von Gerichten. Die Beurkundung von Verstoßungsentscheidungen wurde dabei in Familiengesetzen oder in gesonderten Gesetzen oder Verordnungen verankert. Notwendige richterliche Zustimmungen (Irak, Iran, Somalia, Gambia, Ghana, Sierra Leone, Sri Lanka), gerichtliche Bestätigungen (Jordanien, Libanon, Mauretanien, Oman, Palästina, Katar, Sudan, Syrien, VAE) oder behördliche Registrierungen (Jemen, Saudi-Arabien) dienen dazu, eine ungeordnete Verstoßungspraxis einzudämmen. In Jordanien und im Iran ist keine außerhalb eines Gerichts ausgesprochene Scheidungsformel mehr rechtsgültig; sie muss durch ein Gerichtsurteil erfolgen. Im Irak muss der Ehemann, wenn es für ihn nicht möglich ist, ein Gerichtsurteil zu erwirken, die Verstoßung während der Wartezeit registrieren lassen. In Marokko kann seit 1993 der Talāq nur noch nach Einholung der Genehmigung eines Richters registriert werden. In Iran müssen beide Ehegatten außerdem eine „Bescheinigung über die Unmöglichkeit einer Versöhnung“ einholen, bevor eine Scheidung vollzogen werden kann. Darüber hinaus ist in den meisten Ländern die Ehefrau über den Talāq zu informieren.
In Pakistan wurde hingegen eine 1961 eingeführte relativ frauenfreundliche Regelung, wonach der Talāq erst mit einer Registrierung wirksam wird, als Verstoß gegen die Scharia für ungültig erklärt. In Ägypten war ein Reformentwurf des ägyptischen Sozialministeriums, nach dem der Talāq von einer gerichtlichen Billigung abhängig gemacht werden sollte, ebenfalls nicht durchzusetzen. Der willkürliche Talāq wird jedoch hier wie auch im Jemen, in Kuwait und in den Vereinigten Arabischen Emiraten dadurch eingeschränkt, dass der Ehemann zu Ausstattungs- bzw. Schadensersatzleistungen verpflichtet werden kann, die erheblich über die allgemein bestehenden, geringen nachehelichen Unterhaltsansprüche hinausgehen können.
Die Türkei hat 1926 mit der Einführung des schweizerischen Zivilgesetzbuches den Talāq vollkommen abgeschafft. Auch in den Maghrebländern lässt sich eine Abkehr vom klassischen Verfahren des Talāq erkennen. In Algerien wird im Familiengesetz von 1984 der Begriff ṭalāq in verallgemeinerter Form für verschiedene Scheidungstypen verwendet, so die unbegründete Scheidung auf Wunsch des Ehemanns, die Scheidung durch gegenseitige Übereinkunft und die Scheidung auf Wunsch der Ehefrau unter Nennung von Gründen. Auch in Marokko und in Tunesien steht der Begriff für eine allgemeine Eheauflösung, die sowohl durch den Mann als auch die Frau bewirkt werden kann. Eine Scheidung kann nur durch ein Gericht erfolgen. In Libyen kann seit 1984 eine Scheidung nur im gegenseitigen Einvernehmen der Ehegatten erfolgen, andernfalls führt das Gericht eine gerichtliche Scheidung durch.

### Deutschland
In Deutschland können Ehen aufgrund von Art. 17 Abs. 3 EGBGB nur gerichtlich geschieden werden. Ein in Deutschland ausgesprochener Talāq ist nach deutschem Recht unwirksam, weil er den verfassungsrechtlichen Bestimmungen über Geschlechtergleichheit (Art. 3 GG) und Schutz von Ehe und Familie (Art. 6 GG) widerspricht. Dasselbe gilt für Talāq-Scheidungen in Fällen gemeinsamer deutscher Staatsangehörigkeit oder gemeinsamen gewöhnlichen Aufenthalts in Deutschland. Ein Talāq, der gemäß einer ausländlichen Rechtsordnung wirksam geworden ist, wird aber unter Umständen auch in Deutschland anerkannt. Dies ist insbesondere dann der Fall, wenn im konkreten Fall auch nach deutschem Sachrecht die Voraussetzungen für eine Scheidung vorgelegen hätten. Nicht anerkannt wird der Talāq dagegen zum Beispiel, wenn die Ehefrau darüber nicht informiert war und ihre Ansicht dazu nicht vortragen konnte. Hier steht einer Anerkennung durch das Gericht der deutsche Ordre public entgegen.

## Besondere Rechtsfragen

### Der dreimalige sofortige Talāq
Der sunnitische Islam kennt neben den oben beschriebenen Talāq-Formen, bei denen die Ehe erst nach drei Menstruationsperioden bzw. Monaten unwiderruflich aufgelöst ist, noch die dreifache Verstoßung, bei der der Ehemann drei Talāq-Formeln direkt hintereinander ausspricht. Dieser Talāq gilt als eine Bidʿa-Form des Talāq und damit moralisch verwerflich, besitzt jedoch volle Gültigkeit. Nach D. El Alami und D. Hinchcliffe war er im Islam lange Zeit „die am häufigsten angewandte Methode, um die Auflösung einer Ehe herbeizuführen“. Die Hanafiten sprechen dem dreimaligen Scheidungsausspruch innerhalb einer Menstruationsperiode die Wirkung eines definitiven Talāq zu.
Nach einem Hadith wurde ein solcher Talāq ursprünglich als einfach betrachtet, bis ʿUmar ibn al-Chattāb ihn als dreifach gültig in die Rechtsprechung einführte, um die Menschen durch die Furcht vor den unerwünschten Folgen von diesem Missbrauch abzuhalten. Zu denjenigen Autoritäten, die einen solchen dreimal unmittelbar hintereinander ausgesprochenen Talāq zur Sünde erklärt haben sollen, gehören die drei ʿAbādila ʿAbdallāh ibn ʿAbbās, ʿAbdallāh ibn Masʿūd und ʿAbdallāh ibn ʿUmar sowie al-Hasan al-Basrī und Ibn Schihāb az-Zuhrī.
Nach hanbalitischer Auffassung ist die zur gleichen Zeit dreimal ausgesprochene Verstoßung nur als einfacher Talāq zu bewerten. Dies ist heute die dominierende Auffassung: In den meisten islamischen Ländern gilt der dreifache Talāq durch Reformen im Personenstandsrecht nur noch als ein einfacher Talāq, um die Folgen eines im Ärger ausgesprochenen und unbedachten Talāq abzumildern.
In Indien wurde die dreimal unmittelbar nacheinander ausgesprochene Verstoßung durch den Mann („triple talaq“) 2019 unter Strafe gestellt, nachdem die Praxis zuvor bereits vom Obersten Gericht für nicht rechtmäßig erklärt worden war. Ein 2019 verabschiedetes Gesetz belegt eine solche Scheidung nun mit einer Freiheitsstrafe von bis zu drei Jahren.

### Der bedingte Talāq
Die Frage nach der Gültigkeit eines bedingt ausgesprochenen Talāq (taʿlīq aṭ-ṭalāq) war heftig umstritten; die Hanafiten und Schafiiten ließen einen solchen Talāq bei der Erfüllung der Bedingung in Kraft treten, die Malikiten betrachteten ihn, je nach der Art der Bedingung, teils als sofort wirksam, teils als nichtig. In der Rechtspraxis hatte der bedingte Talāq zum Teil große Bedeutung. Das bedingte Aussprechen (taʿlīq) des Talāq konnte dabei verschiedene Ziele haben: der Mann konnte einen solchen Talāq zum Beispiel aussprechen, „um seine Ehefrau oder sich selbst durch die drohende Trennung zu etwas anzutreiben oder von etwas abzuhalten, oder um eine durch ihn gemachte Aussage zu bekräftigen“. In Indien, den Straits Settlements und einem großen Teil von Niederländisch-Indien wurde dieser bedingte Talāq zu einem festen Brauch bei der Eheschließung. Nach Joseph Schacht wurde er fast nie außer Acht gelassen und diente dazu, dem Mann seiner Frau gegenüber gewisse Verpflichtungen aufzuerlegen, bei deren Nichterfüllung die Ehe gelöst wurde.
Solche bedingte Verstoßungen können aber auch zugunsten der Ehefrau genutzt werden, wenn sie zum Beispiel ihren Ehemann dazu bewegen kann, einen Talāq auszusprechen, der wirksam wird, wenn er eine zweite Frau nimmt. In diesem Fall kann der Talāq aber nicht zurückgenommen werden, so dass die Ehefrau im betreffenden Fall sofort geschieden ist, auch wenn sie die Sache inzwischen anders sieht und die Aufrechterhaltung der Ehe der Vorstoßung vorziehen würde.
Der an eine Bedingung gekoppelte Talāq ist heute in einzelnen arabischen Ländern (Jordanien, Libanon) explizit erlaubt, in den meisten anderen (Ägypten, Irak, Jemen, Kuweit, Libyen, Marokko, Syrien) aber verboten.

### Ermächtigung der Frau zum Talāq
Der Talāq ist ein persönliches Recht, das der Gatte persönlich oder durch einen eigenen Mandatar ausüben muss; er kann dies Mandat auch der Frau übertragen, die dann den Talāq über sich selbst ausspricht. Eine solche Ermächtigung (tafwīḍ) der Frau zum Talāq, die der Verbesserung ihrer Rechtsstellung dient, wird ṭalāq at-tafwīḍ genannt. Durch eine Vereinbarung können die beiden Eheleute Bedingungen festlegen (z. B. Polygynie, Wohnsitzwechsel des Mannes ohne Zustimmung der Frau, Gewalt in der Ehe gegen die Frau), die der Frau das Recht einräumen, die Verstoßung zu verlangen.

### Tahlīl-Ehe
Auf die koranische Vorschrift von Sure 2:230, wonach der Mann seine frühere Ehefrau erst dann wieder heiraten kann, wenn sie zwischenzeitlich einen anderen Mann geehelicht hat, stützt sich das islamische Rechtsinstitut der taḥlīl-Ehe („Legalisierungsehe“). Der zweite Ehemann, der in diesem Fall gewissermaßen als Strohmann fungiert und sich diesen Dienst üblicherweise bezahlen lässt, wird muḥallil („Legalisierer“) genannt. Die Erlaubtheit dieses Verfahrens wurde von den Hanafiten verteidigt, von den Malikiten und Schafiiten jedoch bestritten. Der Hanbalit Ibn Taimīya betrachtete den Tahlīl als ungültig und verfasste darüber ein eigenes Werk.
Nach dem afghanischen Zivilgesetzbuch begründet der Ausspruch eines Talāq ein Eheverbot. Hat der Ehemann seine Ehefrau des Ehebruchs bezichtigt und seine Behauptung durch einen Verwünschungseid bekräftigt und wird die Ehe daraufhin geschieden, muss der Ehemann gemäß Art. 85 Nr. 4 ZGB die Beschuldigung zurücknehmen, wenn er erneut mit derselben Frau die Ehe eingehen will.

### Entschädigung der verstoßenen Frau
Wegen der sozialen Notlage vieler verstoßener Frauen wird in den arabischen Ländern der unverschuldet verstoßenen Frau eine Entschädigung (mutʿa, taʿwīḍ, badal) zugesprochen. Nach ägyptischer Rechtslage ist bei unbegründetem Talāq eine Abfindung in Höhe von mindestens zwei Jahren des während der Ehe geleisteten Unterhalts (nafaqa) an die Ehefrau zu entrichten. In anderen arabischen Ländern variiert die Entschädigung zwischen einem Jahr (so Jemen, VAE) und drei Jahren (so Syrien) der Nafaqa. Katar garantiert verstoßenen Ehefrauen im Bedarfsfall sogar ein monatliches Einkommen.

## Belege
1. 1 2  El Alami und Doreen Hinchcliffe: Islamic marriage and divorce laws of the Arab world. 1996, S. 22.
2. 1 2 3  Mir-Hosseini: Marriage on Trial. A Study of Islamic Family Law.  1993, S. 37.
3. ↑  Ebert: Islamisches Familien- und Erbrecht der arabischen Länder. 2020, S. 98.
4. ↑  Rohe: Das islamische Recht. Geschichte und Gegenwart. 2008, S. 91f.
5. 1 2 3 4  Ebert: Islamisches Familien- und Erbrecht der arabischen Länder. 2020, S. 102.
6. ↑  Rohe: Das islamische Recht. Geschichte und Gegenwart. 2008, S. 216f.
7. 1 2 3  Schacht: „Ṭalāḳ“. 1934, S. 689a.
8. 1 2 3  Rohe: Das islamische Recht. Geschichte und Gegenwart. 2008, S. 92.
9. 1 2  Schacht: „Ṭalāḳ“. 1934, S. 689b.
10. 1 2 3  Schacht: „Ṭalāḳ“. 1934, S. 690a.
11. ↑  al-Ǧazīrī: Kitāb al-Fiqh ʿalā l-maḏāhib al-arbaʿa. 2003, S. 249–251.
12. 1 2 3 4 5  Schacht: „Ṭalāḳ“. 1934, S. 691b.
13. 1 2 3 4  Rohe: Das islamische Recht. Geschichte und Gegenwart. 2008, S. 216.
14. ↑  Schacht: „Ṭalāḳ“. 1934, S. 691a.
15. ↑  Schacht: „Ṭalāḳ“. 1934, S. 692.
16. 1 2  El Alami und Doreen Hinchcliffe: Islamic marriage and divorce laws of the Arab world. 1996, S. 23.
17. ↑  Rohe: Das islamische Recht. Geschichte und Gegenwart. 2008, S. 95.
18. ↑  Schacht: „Ṭalāḳ“. 1934, S. 691b–692a.
19. 1 2  El Alami und Doreen Hinchcliffe: Islamic marriage and divorce laws of the Arab world. 1996, S. 22f.
20. ↑  Wähler: Islamische talaq-Scheidung vor deutschen Gerichten 2001, S. 114f.
21. ↑  Ebert: Islamisches Familien- und Erbrecht der arabischen Länder. 2020, S. 98f.
22. ↑  Ebert: Das Personalstatut arabischer Länder - Problemfelder, Methoden, Perspektiven. 1996, S. 109.
23. ↑  Rohe: Das islamische Recht. Geschichte und Gegenwart. 2008, S. 215.
24. 1 2  Wähler: Islamische talaq-Scheidung vor deutschen Gerichten 2001, S. 115.
25. ↑  Ebert: Islamisches Familien- und Erbrecht der arabischen Länder. 2020, S. 101f.
26. 1 2  A. Layish: “Ṭalāḳ. II. Reforms in the modern Middle East and North Africa” in The Encyclopaedia of Islam. New Edition Bd. X, S. 155a–157a. Hier S. 155b.
27. ↑  Ebert: Das Personalstatut arabischer Länder - Problemfelder, Methoden, Perspektiven. 1996, S. 112.
28. ↑  Rohe: Das islamische Recht. Geschichte und Gegenwart. 2008, S. 217.
29. 1 2 3  Schacht: „Ṭalāḳ“. 1934, S. 692b.
30. 1 2  Ebert: Islamisches Familien- und Erbrecht der arabischen Länder. 2020, S. 99f.
31. ↑  Rohe: Das islamische Recht. Geschichte und Gegenwart. 2008, S. 351f.
32. 1 2 3  El Alami und Doreen Hinchcliffe: Islamic marriage and divorce laws of the Arab world. 1996, S. 24.
33. ↑  Rohe: Das islamische Recht. Geschichte und Gegenwart. 2008, S. 92f.
34. ↑  Schacht: „Ṭalāḳ“. 1936, S. 690b.
35. ↑  India criminalises Muslim practice of instant divorce. Al Jazeera English, 30 July 2019
36. ↑  Ebert: Das Personalstatut arabischer Länder - Problemfelder, Methoden, Perspektiven. 1996, S. 110.
37. ↑  Rohe: Das islamische Recht. Geschichte und Gegenwart. 2008, S. 94.
38. ↑  C.E. Bosworth: Artikel muḥallil in The Encyclopaedia of Islam. New Edition. Band XII, S. 632.
39. ↑  Kommentar zum Eherecht aller Afghanen (außer Schiiten). Max-Planck-Gesellschaft zur Förderung der Wissenschaften, abgerufen am 3. Juli 2025.
40. ↑  Ebert: Das Personalstatut arabischer Länder - Problemfelder, Methoden, Perspektiven. 1996, S. 111.